# Фонтанафреда (Кунео)
Фонтанафреда је насеље у Италији у округу Кунео, региону Пијемонт.
Према процени из 2011. у насељу је живело 36 становника. Насеље се налази на надморској висини од 230 м.